# شبیه‌سازی مدار الکترونیکی

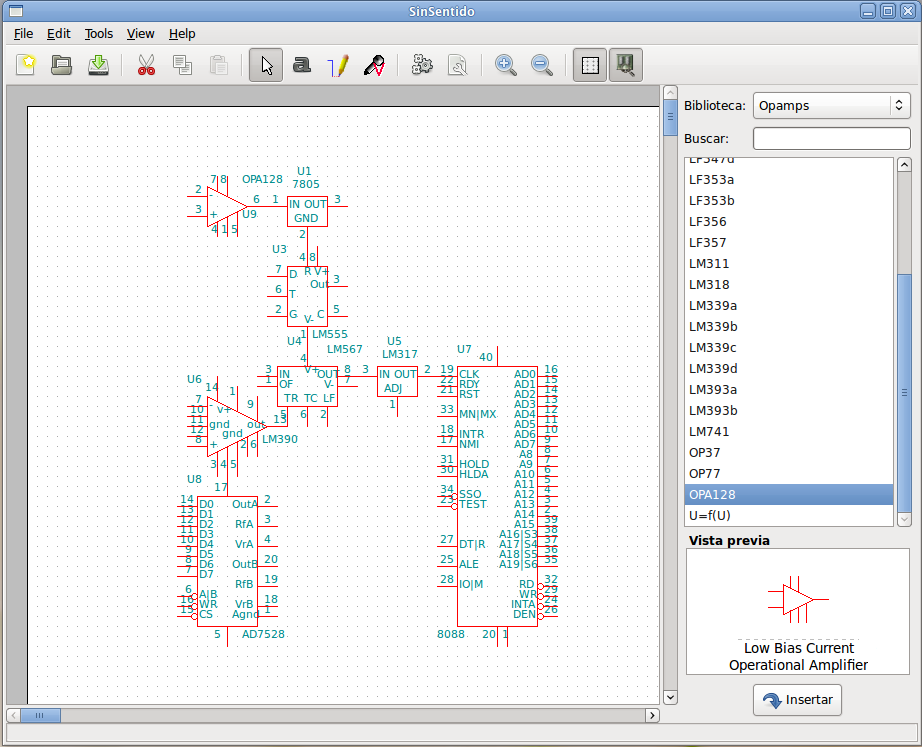
نرم افزار شبیه‌سازی مدار الکترونیکی

شبیه‌سازی مدار الکترونیکی از مدل‌های ریاضی برای تکرار همانندش (به انگلیسی: replication) یک قطعه یا مدار الکترونیکی واقعی استفاده می‌کند. نرم‌افزار شبیه‌سازی امکان مدل‌سازی عملکرد مدار را فراهم می‌کند و یک ابزار تحلیلی ارزشمند است. به دلیل قابلیت مدل‌سازی بسیار دقیق، بسیاری از دانشکده‌ها و دانشگاه‌ها از این نوع نرم‌افزارها برای آموزش فن‌ورز الکترونیک و برنامه‌های مهندسی الکترونیک استفاده می‌کنند. نرم‌افزار شبیه‌ساز الکترونیک با کامل کردن آن‌ها در تجربه یادگیری، کاربران خود را جذب می‌کند. این نوع تعامل‌ها به‌طور فعال فراگیران را به تجزیه و تحلیل، ترکیب، سازماندهی و ارزیابی محتوا و نتیجه‌گیری فراگیران در ساختن دانش خودشان متعهد می‌سازد.
شبیه‌سازی رفتار یک مدار قبل از ساختن آن، می‌تواند با ساخت الگوهای نادرست به عنوان طراحی و ارائه بینش در مورد رفتارهای مدارهای الکترونیکی، بازده طراحی را تا حد زیادی بهبود بخشد. به‌طور خاص، برای مدارهای مجتمع، ابزارآلات که ( فتوماسک) گران است، بردبورد غیر عملی هستند و آزمایش رفتار سیگنال‌های داخلی بسیار دشوار است؛ بنابراین، تقریباً تمام طراحی IC به شدت به شبیه‌سازی متکی هستند. شناخته‌شده‌ترین شبیه‌سازهای آنالوگ اسپایس و متلب است. احتمالاً بهترین شبیه‌سازهای دیجیتالی شناخته شده مبتنی‌بر وری‌لاگ و VHDL هستند.
بعضی از شبیه‌سازهای الکترونیک یک ویرایشگر طرح‌واره، یک موتور شبیه‌سازی و صفحه نمایش شکل‌موج (شکل ۱ را ببینید) دارند، به طراحان این امکان را می‌دهد که به سرعت یک مدار شبیه‌سازی شده را تغییر دهند و ببینند تغییرات چه تأثیری در خروجی دارند. آنها همچنین حاوی کتابخانه‌های مدل و قطعات گسترده هستند. این مدل‌ها معمولاً شامل مدل‌های ترانزیستور مخصوص IC مانند BSIM، قطعات عمومی مانند مقاومت، خازن، سلف و ترانسفورماتور، مدل‌های تعریف‌شده توسط کاربر (مانند منبع جریان و ولتاژ کنترل‌شده یا مدل‌های Verilog-A یا VHDL-AMS) می‌شوند. طراحی برد مدار چاپی (PCB) نیاز به مدل‌های خاصی دارد، مانند خطوط انتقال.

## انواع
در حالی که شبیه‌سازهای مدار الکترونیکی کاملاً آنالوگ وجود دارد، شبیه‌سازهای رایج اغلب شامل هر دو قابلیت شبیه‌سازی آنالوگ و دیجیتال رویداد محور هستند و به عنوان شبیه‌سازهای حالت مختلط شناخته می‌شوند. این بدان معنی است که هر شبیه‌سازی ممکن است حاوی قطعاتی باشد که آنالوگ، رویداد محور (دیجیتالی یا نمونه بردار داده) یا ترکیبی از هر دو باشد. کل تجزیه و تحلیل سیگنال مختلط را می‌توان از یک طرح‌واره‌ای یکپارچه هدایت کرد. تمامی مدل‌های دیجیتال در شبیه‌سازهای حالت مختلط مشخصات دقیق زمان انتشار و تأخیرهای زمان صعود/ نزول را ارائه می‌دهند.
نوع دیگری از شبیه‌سازی که عمدتاً برای الکترونیک قدرت مورد استفاده قرار می‌گیرد، الگوریتم‌های پاره‌ای خطی می‌دهد. این الگوریتم‌ها از یک شبیه‌سازی آنالوگ (خطی) استفاده می‌کنند تا اینکه یک کلید الکترونیکی قدرت حالت خود را تغییر دهد. در این زمان یک مدل آنالوگ جدید محاسبه می‌شود که برای دوره زمانی شبیه‌سازی بعدی استفاده می‌شود. این روش هر دو سرعت شبیه‌سازی و ثبات را به میزان قابل توجهی افزایش می‌دهد.